# Anja Kling
Anja Kling (Michendorf, 22 de marzo de 1970) es una actriz alemana de cine y televisión. Inició su carrera a finales de la década de 1980, realizando desde entonces cerca de un centenar de apariciones en producciones de su país. En 2020 logró repercusión internacional con su papel como Sophia von Szápáry en la serie de televisión de suspenso Freud, producida entre Alemania, Austria y la República Checa y estrenada en la plataforma Netflix el 23 de marzo del mismo año.

## Filmografía seleccionada

### Cine y televisión
- Hagedorns Tochter (1994, serie de televisión)
- From Hell to Hell (1997)
- La piovra (1997-1998, serie de televisión)
- September (2003)
- Traumschiff Surprise (2004)
- Where Is Fred? (2006)
- Lilly the Witch: The Journey to Mandolan (2011)
- Fünf Freunde (2012)
- Das Adlon. Eine Familiensaga [de] (2013, serie de televisión)
- Le Wallenstein: Creature della notte (2016)
- The Same Sky (2017)
- Jenseits der Angst (2019, telefilme)
- Freud (2020, serie de televisión)